# 大河内航太
大河内 航太（おおこうち こうた、1985年9月7日 - ）は、日本の音楽プロデューサー、作詞家、作曲家、編曲家である。アニメやアイドルへの楽曲提供を行う際はKOUTAPAI名義を用いる。株式会社wffw代表取締役。

## 来歴
大学在学中に音楽を志し、オーストラリア留学を経てラジオエンジニアを務める傍ら音楽制作を開始。2004年の活動開始から現在に至るまで、JUJU・柴咲コウ・三代目J Soul Brothers・PKCZ・T-ARA・FTISLAND・V6・SDN48・NMB48・水樹奈々・花澤香菜・TrySail・すとぷり等、アイドルからロック、HIPHOP、R&B、アニメソングとJ-POP全般を手掛ける。作詞、作曲、編曲、ギター、ベース、ヴォーカルディレクション、コーラス、プロデュース等で活動。

## 代表作品
- 「また明日...」/ JUJU
  - 第44回日本有線大賞有線音楽優秀賞受賞。
  - USEN J-POP上半期ランキング、年間総合ランキング １位、RIAJ有料音楽配信チャート１位。
  - フジテレビ系ドラマ「グッドライフ」主題歌。
- 「Beautiful Life」/ 三代目J Soul Brothers
  - 「THE JSB LEGACY」アルバム曲。
  - オリコン2016年上半期ランキング1位、オリコンアルバム部門作品別ランキング2位。
  - 第31回日本ゴールドディスク大賞ベスト5アルバム賞受賞。

- 「MIN MIN MIN」/ SDN48
  - 日本レコード協会 ゴールド認定、Billboard JAPAN Top Albums 9位。
  - 常盤薬品工業「眠眠打破」のCM楽曲。

- 「Naked Soldier」/ 水樹奈々
  - ROCKBOUND NEIGHBORS リード曲。
  - 日本レコード協会 ゴールド認定、Billboard JAPAN Top Albums 1位。
  - TOKYO FM「水樹奈々のMの世界」エンディング曲

## 「大河内航太」名義での提供作品
五十音順
- FTISLAND
  - 『NEW PAGE』4th ALBUM
    - 「BE FREE 」作曲
    - 「Precious one 」作詞、作曲、編曲

- Kylee
  - 『missing/IT'S YOU』2nd SINGLE
  - 『17』 1st ALBUM
    - 「IT'S YOU」作曲 香里奈出演「夏のニッセン」TV-CM曲
    - 「MUSIC」編曲

- KIRA
  - 『SURVIVE』1st MINI ALBUM
    - 「SPACEY LOVE」作詞

- クマムシ
  - 『特別なスープ』1st ALBUM
    - 「attakaindakara♪feat カストロさとし」編曲（共作）
    - 「Could you tell me...」ギターアレンジ

- CRAZYBOY
  - 『NEOTOKYO EP』配信限定1st MINI ALBUM
    - 「OZ Monster feat.OMI」作詞（共作）
- 佐香智久
  - 『メリークソスマス』配信SINGLE
    - 「メリークソスマス」編曲

- 三代目 J Soul Brothers
  - 『THE JSB LEGACY』6th ALBUM
    - 「Beautiful Life」作詞（共作）

  - 『FUTURE』7th ALBUM
    - 「WASTED LOVE」作詞（共作）DISC-3,6
    - 「DIAMOND SUNSET」作詞（共作）DISC-3,6
    - 「END of LINE」作詞（共作）DISC-3

- 柴咲コウ
  - 『リリカル*ワンダー』6th ALBUM
    - 「笑おうかな-5p.m-」編曲

- JUJU
  - 『また明日...』17th SINGLE
  - 『YOU』4th ALBUM
  - 『BEST STORY～LOVE STORIES～』Best ALBUM
  - 『YOUR STORY』2nd Best ALBUM
    - 「また明日...」作曲 フジテレビ系ドラマ「グッドライフ」主題歌

  - 『ラストシーン』27th SINGLE
  - 『What You Want』6th ALBUM
    - 「Brand New Days Will Love You」作曲 フジテレビ系「めざましテレビ」デイリーテーマソング

- T-ARA
  - 『Lead the way / LA’boon』9th SINGLE
  - 『Gossip Girls』3rd ALBUM
    - 「Lead the way」作詞（共作）、作曲、編曲 フジテレビ「SHELiCoの夜活」のエンディングテーマ曲

- 登坂広臣
  - 『WASTED LOVE』1st Digital SINGLE
  - 『FULL MOON』1st ALBUM
    - 「WASTED LOVE」作詞（共作）

  - 『DIAMOND SUNSET』2nd Digital SINGLE
  - 『FULL MOON』1st ALBUM
    - 「DIAMOND SUNSET」作詞（共作）「ロートZプロ 瞳よみがえれ」編 TV-CM曲

  - 『FULL MOON』1st ALBUM
    - 「FULL MOON」作詞（共作）
    - 「Not For Me」作詞（共作）
    - 「With You」作詞（共作）
    - 「END of LINE」作詞（共作）

- 長谷川万射
  - 『smile of tears feat.A-HOUSE』配信
    - 「smile of tears feat.A-HOUSE」作曲、編曲

- PKCZ
  - 『360° ChamberZ』1st ALBUM
    - 「Beauty Mark feat. 登坂広臣, SWAY」作詞（共作）
    - 「BED ROOM feat. CRAZYBOY , 登坂広臣」作詞（共作）

- V6
  - 『Oh! My! Goodness!』12th ALBUM
    - 「大人Guyz」作詞、作曲

- LAGOON
  - 『僕たちの毎日が永遠になる。』1st MINI ALBUM
    - 「あの日の青空、君と。」作曲、編曲
    - 「my home〜心が帰る場所〜」作曲、編曲

## 「KOUTAPAI」名義での提供作品
五十音順
- アイドリング!!!
  - 『Don't_think. Feel !!!』16th SINGLE
  - 『GOLD EXPERIENCE』5th ALBUM
    - 「Don't think. Feel !!!」編曲 テレビ東京系アニメ「FAIRY TAIL」エンディングテーマ曲
- 蒼井翔太
  - 『いつらのうたこゑ』1st ALBUM
    - 「GO MY WAY」作詞、作曲、編曲

- 麻倉もも
  - 『トクベツいちばん!!』2nd SINGLE
    - 「箱庭ボーダーライン」作曲、編曲

  - 『Agapanthus』2nd ALBUM
    - 「Twinkle Love」作曲、編曲
    - 「今すぐに」編曲

- 阿澄佳奈
  - 『It's All Right / 小阪ちひろ starring 阿澄佳奈』
    - 「It's All Right」作曲
- 雨宮天
  - 『various BLUE』1st ALBUM
    - 「羽根輪舞」作詞、作曲、編曲
    - 「After the Tears」作曲

  - 『Regeneration』9th SINGLE
    - 「Regeneration」作詞 テレビ東京系アニメ「七つの大罪 神々の逆鱗」エンディングテーマ曲
    - 「VESTIGE」作詞
- 綾野ましろ
  - 『Lotus Pain』4th SINGLE
    - 「tiny wings」編曲 mora「シルエット篇」CM-TV曲

  - 『NEW LOOK』5th SINGLE
    - 「NEW LOOK」編曲 TOKYO MX系アニメ「Re:CREATORS」エンディングテーマ曲

  - 『starry』6th SINGLE
    - 「pixy breath」編曲

  - 『GET OVER / confession / GLAMOROUS SKY』8th SINGLE
    - 「GET OVER」編曲 テレビ東京系アニメ「パズドラ」エンディングテーマ曲

- AMPTAKxCOLORS
  - 『RAINBOWxCOLORS』1st 配信EP
    - 『AMPTAKxCOLORS』作詞

- Weather Girls
  - 『WEATHER GIRLS』1st ALBUM
    - 「カミナリ Day」作曲、編曲
- 宇野悠人
  - 『いつらのうたこゑ』
    - 「Unknown Love」作詞（共作）

- x21
  - 『少女X』1st ALBUM『WEATHER GIRLS』
    - 「Overture」作曲、編曲

- FYT
  - 『School orz』1st ALBUM
    - 「ローマの平日」編曲

- SDN48
  - 『MIN・MIN・MIN』3rd SINGLE
  - 『NEXT ENCORE』1st ALBUM
    - 「MIN・MIN・MIN」作曲 常盤薬品工業「眠眠打破」CM-TV曲

- キミノマワリ。
  - 『マイパラダイム』1st 配信シングル
    - 「マイパラダイム」作詞、作曲、編曲

  - 『ギアスター 』2nd 配信シングル
    - 「ギアスター 」作詞、作曲、編曲

  - 『ホワイトレインボー 』3rd 配信シングル
    - 『ホワイトレインボー 』作詞、作曲、編曲
- 96猫
  - 『O2O』2nd ALBUM
    - 「Flaming now」作詞
- ころん（すとぷり）
  - 『アスター』1st ALBUM
    - 「コスミックムーズ」作詞
- さんみゅ〜
  - 『はじまりのメロディ』8th SINGLE
    - 「Cherry on top」作詞、作曲、編曲
- ジェル（すとぷり）
  - 『Believe』1st ALBUM
    - 「Always（Believe ver.）」編曲
- すとぷり
  - 『すとろべりーらぶっ!』1st ALBUM
    - 「道標」作詞
    - 「朝の夕陽」作詞
- 大地葉・篠田みなみ
  - 『いつらのうたこゑ』
    - 「好奇心モンスター」作詞、作曲、編曲

- Daisy×Daisy
  - 『METEMPSYCHOSIS』5th SINGLE
    - 「ultimate evolution」作曲
- 東山奈央
  - 『離島の歌 / 不知火」作詞、作曲、編曲 アプリ「陰陽師』挿入歌

- 戸松遥
  - 『Rainbow Road』1st ALBUM
    - 「Star☆Tripper」作曲

- TrySail
  - 『TAILWIND』2nd ALBUM
    - 「バン！バン！！バンザイ！！！」作詞、作曲、編曲

  - 『TryAgain』3rd ALBUM
    - 「未来キュレーション」作詞

- KnightA-騎士A-
  - 『The Night』1st MINI ALBUM
    - 「The Night」作詞

- NMB48
  - 『カモネギックス』8th SINGLE
  - 『世界の中心は大阪や 〜なんば自治区〜』2nd ALBUM
    - 「サングラスと打ち明け話」作曲

- PASSPO☆
  - 『CHECK-IN』1st Major ALBUM
    - 「晴れるよ」編曲

- 花澤香菜
  - 『神無月（シンナヅキ）コンパッション』作詞、作曲、編曲 アプリ「神無月」（盛大遊戲《神无月》）主題歌
  - 『REINCARNATION（心生七面）』作詞 アプリ「陰陽師」挿入歌

- P丸様。
  - 『ラブホリック』2nd ALBUM
    - 「さよなら」作曲

- WHY@DOLL
  - 『MagicMotion No.5』1st SINGLE
    - 「トラベリンバンド」編曲

- 水樹奈々
  - 『純潔パラドックス』25th SINGLE
    - 「Stay Gold」作詞、作曲 「TOKYO FM「水樹奈々のMの世界」エンディングテーマ曲

  - 『ROCKBOUND NEIGHBORS』9th ALBUM 
    - 「Naked Soldier」作詞、作曲

  - 『Vitalization』29th SINGLE
    - 「ドラマティックラブ」作曲 「TOKYO FM「水樹奈々のMの世界」エンディングテーマ曲

- 山口理恵
  - 『アンジュの弦想』1st ALBUM
    - 「Eternally」作曲

- 山崎はるか
  - 『恋の罠/Precious Nativity』1st SINGLE
  - 『福音』1st ALBUM
    - 「Precious Nativity / 水蓮寺ルカ」作曲

- 横山ルリカ
  - 『瞬間Diamond』4th SINGLE
    - 「One in a million」作詞、作曲、編曲

- La PomPon
  - 『運命のルーレット廻して / サヨナラは始まりの言葉』4th SINGLE 
    - 「サヨナラは始まりの言葉」編曲
- 洛天依
  - 『非人哉』作曲、編曲 中国アニメ「非人哉」主題歌

## カバー作品
- Che'Nelle
  - 『ラブ・ソングス2』2nd Cover ALBUM
    - 「また明日... / JUJU」

- 柴田 知美
  - 『Cover Collection』1st Cover ALBUM
    - 「また明日... / JUJU」

- STUDIO APARTMENT
  - 『Everlasting』1st Cover ALBUM
    - 「IT’S YOU [STUDIO APARTMENT Remix] / Kylee」

- Merry CLOVER
  - 『萌レゲエ』Compilation ALBUM
    - 「渚にまつわるエトセトラ / PUFFY」

- 閃光ロードショー
  - 『NO熱の嵐』1st SINGLE
    - 「ローマの平日 / FYT」

## ヴォーカルディレクション
五十音順
- 麻倉もも
  - 『トクベツいちばん!!』2nd SINGLE
    - 「トクベツいちばん!!」
    - 「箱庭ボーダーライン」
- 雨宮天
  - 『Viper』8th SINGLE
    - 「Viper」

  - 『Regeneration』9th SINGLE
    - 「Regeneration」
- 川口レイジ
  - 『Depasrture』1st EP
    - 「Like I do」
- キミノマワリ。
  - 『ヒマワリ』1st SINGLE
    - 「ヒマワリ」
    - 「ほうき星」
- クマムシ
  - 『なんだしっ!』2nd SINGLE 
    - 「なんだしっ!」
    - 「あったかいんだからぁ♪（盆踊りver）」

  - 『特別なスープ』1st ALBUM
    - 「attakaindakara♪ / クマムシ feat カストロさとし」
- CRAZYBOY
  - 『NEOTOKYO EP』配信限定1st MINI ALBUM
    - 「OZ Monster feat. OMI」

- 96猫
  - 『O2O』2nd ALBUM
    - 「Flaming now」
    - 「TPOK」

- さくら学院
  - 『顔笑れ!!』6th SINGLE 
    - 「顔笑れ!!」
    - 「あちゃ! ちゃ! カリー / クッキング部 ミニパティ」
    - 「Pumpkin Parade」

  - 『さくら学院 2013年度 〜絆〜』3rd ALBUM
    - 「負けるな!青春ヒザコゾウ」
    - 「Welcome to My Computer / 科学部 科学究明機構ロヂカ」
    - 「I・J・I 」

  - 『Jump Up 〜ちいさな勇気〜』7th SINGLE
    - 「Jump Up」
    - 「Day Dream Believer / 中等部3年fromさくら学院」
    - 「Capsule Scope」

  - 『マセマティカ！』漫画雑誌「ちゃお」付属DVD収録
    - 「マセマティカ！」ちゃおちゃおTVエンディングテーマ曲
- CIVILIAN
  - 『邂逅ノ午前零時』
    - 「I feat. まねきケチャ」

- すとぷり
  - すとぷり
    - 『すとろべりーらぶっ!』1st FULL ALBUM
      - 「朝の夕陽」
      - 「キングオブ受動態」

    - 『すとろべりーねくすとっ!』2nd FULL ALBUM
      - 「ストロベリー☆プラネット！」
      - 「アモーレ・ミオ」
      - 「ヒカリユメ 」
      - 「LOOK UP」
      - 「好きでいてくれていいよ」
      - 「革命前夜」

    - 『マブシガリヤ』SINGLE
      - 「マブシガリヤ」

    - 『Strawberry Prince』3rd FULL ALBUM
      - 「スキスキ星人」
      - 「Very」
      - 「ストロベリー・レボリューション」
      - 「Night of Fantastic」
      - 「マブシガリヤ」
      - 「四季」

  - 莉犬
    - 『タイムカプセル / 莉犬』1st FULL ALBUM
      - 「ルマ」

- T-ARA
  - 『Lead the way / LA’boon』9th SINGLE
    - 「Lead the way」
- 東山奈央
  - 「離島の歌 / 不知火 アプリ「陰陽師」挿入歌
- 登坂広臣
  - 『THE JSB LEGACY』6th ALBUM
  - 『FULL MOON』1st ALBUM
    - 『END of LINE』

  - 『FULL MOON』1st ALBUM
    - 「Not For Me」
    - 「With You」

  - 『SUPER MOON』
    - 「UNDER THE MOONLIGHT」
- TrySail
  - 『Free Turn』10th SINGLE
    - 「この幸せが夢じゃないなら」

- 新田恵海
  - 『明日は少し笑ってみよう』1st ORIGINAL ALBUM 
    - 「Callling me / 桐原アイ」

- 寧々
  - 『Tweet』1st DIGITAL SINGLE 
    - 「Tweet feat.小林咲彩」

- 花澤香菜
  - 『神無月（シンナヅキ）コンパッション』アプリ「神無月」（盛大遊戲《神无月》）主題歌
  - 『REINCARNATION（心生七面）』 アプリ「陰陽師」挿入歌

- Honey works
  - 阿澄佳奈・ 梶裕貴・神谷浩史・鈴村健一・戸松遥・豊崎愛生
    - 『何度だって、好き。告白実行委員会〜恋愛シリーズ〜 / HoneyWorks』4th ALBUM
      - 「東京サマーセッションfeat. 瀬戸口優・榎本夏樹・望月蒼太・早坂あかり・芹沢春輝・合田美桜」

  - 阿澄佳奈・ 梶裕貴・神谷浩史・鈴村健一・戸松遥・豊崎愛生
    - 『東京ウインターセッション / HoneyWorks』6th SINGLE
      - 「東京ウインターセッション feat. 瀬戸口優・榎本夏樹・望月蒼太・早坂あかり・芹沢春輝・合田美桜」

  - 阿澄佳奈・ 梶裕貴・神谷浩史・鈴村健一・戸松遥・豊崎愛生
    - 『東京オータムセッション / HoneyWorks』
      - 「東京オータムセッション feat. 瀬戸口優・榎本夏樹・望月蒼太・早坂あかり・芹沢春輝・合田美桜」

  - 阿澄佳奈
    - 「私が恋をする日 feat.早坂あかり」

  - 阿澄佳奈・梶裕貴
    - 「恋人たちのハッピーバースデー feat. 望月蒼太・早坂あかり」

  - 井上麻里奈
    - 「恋愛成就 feat. 扇野りょう」

  - 江口拓也
    - 「イジワルな出会い feat. 柴崎健」
    - 「生意気ハニー feat. 柴崎健」

  - 梶裕貴
    - 「僕が名前を呼ぶ日 feat.望月蒼太」

  - 神谷浩史
    - 「テレカクシ記念日 feat. 瀬戸口優」

  - 木村良平・緑川光
    - 「ラブヘイトマジョリティ feat.芹沢千秋・明智咲」

  - 東山奈央
    - 「ハートの主張 feat. 高見沢アリサ」
    - 「生意気ハニー -another story- feat. 高見沢アリサ」

  - 戸松遥
    - 「Destiny -CV arrangement- feat.榎本夏樹」

  - 豊崎愛生
    - 「Re:初恋の絵本 feat. 合田美桜」

  - 松岡禎丞
    - 「レンズ越しの景色 feat. 山本幸大」

  - 水瀬いのり
    - 「ヒロイン育成計画 feat. 涼海ひより」
- ひらがな男子
  - 『いつらのうたこゑ』
    - 蒼井翔太
      - 「GO MY WAY」

    - 宇野悠人
      - 「Unknown Love」

    - 大地葉・篠田みなみ
      - 「好奇心モンスター」

    - 山下大輝
      - 「忍びのススメ」
- LIP×LIP　(勇次郎・愛蔵／CV.内山昂輝・島﨑信長)
  - 「ロメオ」
  - 「ノンファンタジー」TVアニメ「いつだって僕らの恋は10センチだった。」オープニング主題歌
  - 「必要不可欠」TVアニメ「いつだって僕らの恋は10センチだった。」挿入歌
  - 「夢ファンファーレ」オリジナルアニメ『走り続けてよかったって。』オープニングテーマ
  - 「やっぱ最強」
  - 「恋をしよう」ロート製薬「肌ラボ®」キャンペーンソング
  - 「チョコカノ」
  - 「ロデオ」
  - 「ジャッジ☆」
  - 「小さなライオン feat. 南」  (ふてニャン/cv:豊永利行)
  - 「月の姫」
  - 「リペイント」テレビ東京「青春高校3年C組」エンディングテーマ
  - 「フィアンセ」
  - 「青華」
  - 「Yellow」

## 歌唱 コーラス提供作品
- 『旨辛モスバーガー篇 / TV-CM』（モスフードサービス）歌唱
- 『Round1スポッチャ「高校生篇』 / TV-CM』（ラウンドワン）歌唱
- 『七田式教育 虫の曲』教育教材 歌唱
- 『attakaindakara♪ / クマムシ feat カストロさとし』バッキングコーラス
- 『シャンプー / クマムシ』1st ALBUM『特別なスープ』バッキングコーラス
- 『Overture / x21』1st ALBUM『少女X』バッキングコーラス
- 『Not for Me / 登坂広臣』1st ALBUM『FULL MOON』バッキングコーラス
- 『UNDER THE MOONLIGHT / 登坂広臣』1st ALBUM『FULL MOON』バッキングコーラス

## BGM制作
- 日本テレビ「ミュージックライブラリー」メディアBGM制作
- NHK「メディアテクノロジー4K」PV楽曲制作
- Webドラマ BGM制作「zigsow Tech Lounge」
- 携帯アプリ「NBA dream team」BGM制作（中国、韓国版）
- KONAMI GITADORA Original Soundtrack #9収録
- KONAMI GITADORA  Original Soundtrack 2nd #20収録
- 日本テレビ系TV番組『テコ入れ！マイスター』えなこ咀嚼音編楽曲制作

## 映像出演
- V6 12th ALBUM『Oh! My! Goodness!』特典DVD映像出演
- 日本テレビ 系テレビ番組『アイキャラ』サウンドプロデューサー出演
- 三代目 J Soul Brothers『FUTURE』-DISC-7 ドキュメンタリー映画「SEVEN/7（セブンバイセブン）」映像出演